# Somogybabod
Somogybabod je selo u središnjoj zapadnoj Mađarskoj.
Zauzima površinu od 10,59 km četvornih.

## Zemljopisni položaj
Nalazi se na 46° 40′ 42,6" sjeverne zemljopisne širine i 17° 46′ 26,69″ istočne zemljopisne dužine, 16 km jugoistočno od obale Blatnog jezera. 
Kisbabod je 500 m istočno, Somogytúr je sjeverno, Alsócsesztapuszta i brdo Fáncsi je sjeveroistočno, Fiad je jugoistočno, Gamás je jugozapadno, Hács je zapadno, Gyugy i Ćorka su sjeverozapadno.

## Upravna organizacija
Nalazi se u Fonjodskoj mikroregiji u Šomođskoj županiji. Poštanski broj je 8684.

## Kultura
- kurija obitelji Inkey

## Promet
Kroz gradić prolazi državna cestovna prometnica br. 67. 

## Stanovništvo
Somogybabod ima 527 stanovnika (2001.). Većina su Mađari, a 2,6&% su Nijemci.

## Vanjske poveznice
- (mađarski) Stranice o Somogybabodu